# Február 12.
Február 12. az év 43. napja a Gergely-naptár szerint. Az évből még 322 (szökőévekben 323) nap van hátra.
Névnapok: Lídia, Lívia + Álea, Bán, Erátó, Eulália, Lida, Lilla, Liviána, Livianna, Reginald

## Események

### Politikai események
- 1607 – Rákóczi Zsigmondot a gyulafehérvári országgyűlés Erdély fejedelmévé választja.[1]
- 1919 – Pozsonyban a szociáldemokrata párt sztrájkot hirdet a Šrobár-féle kormány ellen; a város német és magyar polgársága által támogatott megmozdulás 8 halottat követelő katonai beavatkozással ér véget.
- 1938 – II. Károly román király felfüggeszti az alkotmányt, és királyi diktatúrát vezet be.
- 1939 – Vojtech Tuka, a Szlovák Néppárt (HSL’S) radikális, nácibarát szárnyának vezéralakja Adolf Hitlerrel tárgyal és segítséget kér az önálló szlovák állam megteremtéséhez.
- 1941 – A német Afrika-hadtest első egységei Erwin Rommel altábornagy parancsnoksága alatt partra szállnak Tripoliban (Líbia).
- 1968 – A Phong Nhị-i és Phong Nhất-i mészárlás Dél-Vietnámban
- 1976 – VI. Pál pápa Lékai Lászlót esztergomi érsekké nevezi ki.
- 1998 – Szudánban lezuhan az ország alelnökét (El-Zubair Mohamed Salih) és több katonai vezetőt szállító repülőgép.
- 2002 – Megkezdődik Jugoszlávia volt elnökének, Slobodan Milošević-nek a tárgyalása az ENSZ háborús bűnök bíróságán, Hágában.
- 2016 – Az 1054-es nagy egyházszakadás óta első alkalommal ül tárgyalóasztalhoz a római katolikus egyház és az orosz ortodox egyház vezetője. Ferenc pápa és Kirill moszkvai pátriárka közös nyilatkozatot adnak ki havannai találkozójuk után.

### Tudományos és gazdasági események
- 1961 – A Szovjetunió elindítja az első Vénusz-szondát, a Venyera–1-et.
- 1982 – Felavatják a 12 500 nézőt befogadó, 1,7 milliárd forint költségből épült Budapest Sportcsarnokot (1999. december 15-én leégett).
- 1997 – Pályára áll a Haruka nevű japán rádiócsillagászati műhold.
- 2001 – Az amerikai NEAR űrszonda leszáll az Eros kisbolygó felszínére.

### Sportesemények

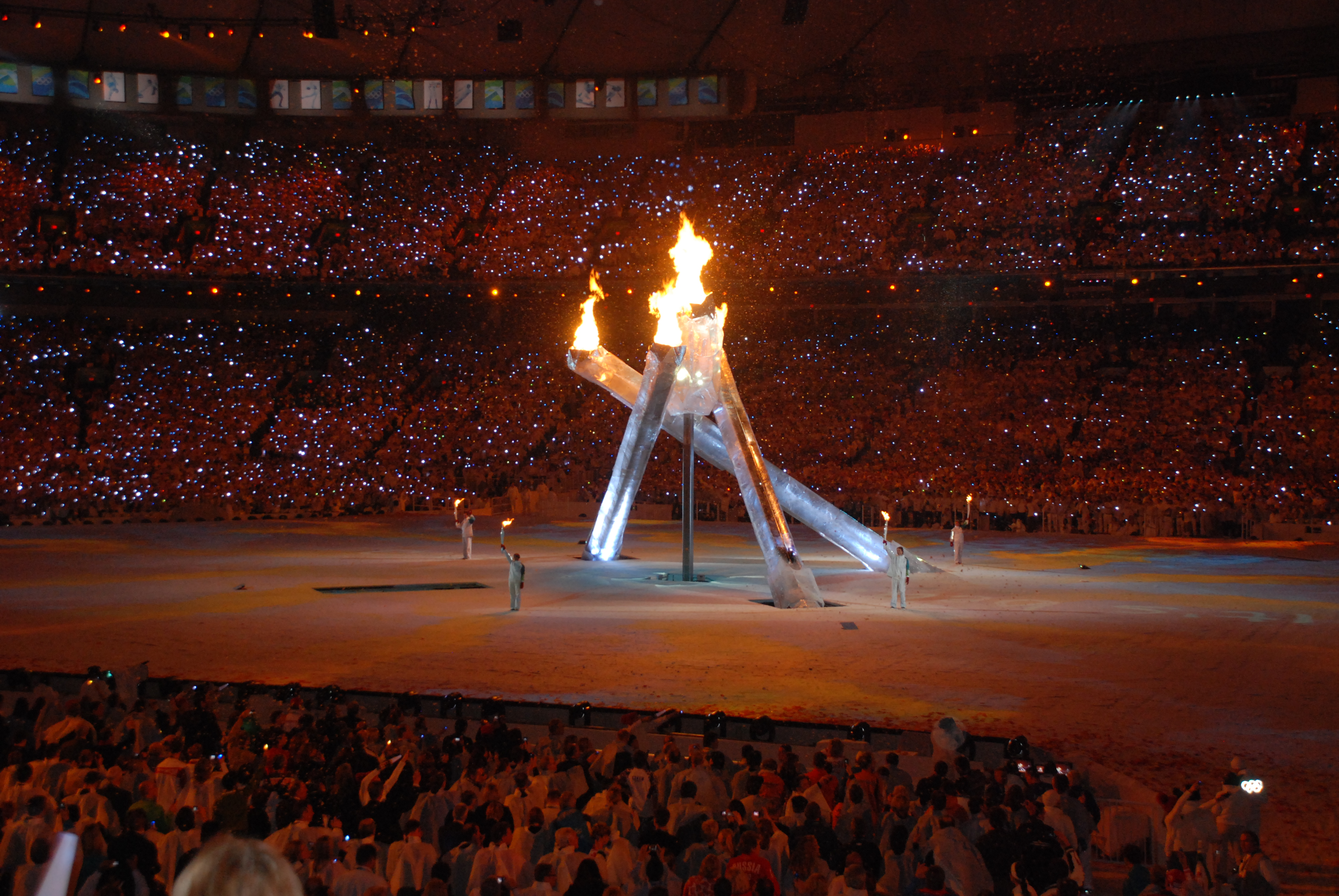
A XXI. Téli Olimpia megnyitó ünnepsége

- 2010 – A 2010. évi téli olimpiai játékok nyitó napja a kanadai Vancouverben.

### Egyéb események
- 1993 – A Tolna megyei Alsónyék és Pörböly között 12 halálos áldozattal járó baleset történik, amikor iskolabusz ütközik össze vonattal.

## Születések
- 1705 – Johann Elias Bach német zeneszerző († 1755)
- 1777 – Friedrich de la Motte Fouqué német romantikus író († 1843)
- 1787 – Beszédes József vízépítő mérnök, az MTA levelező tagja († 1852).
- 1792 – Balogh Péter református püspök († 1870)
- 1809 – Abraham Lincoln az Amerikai Egyesült Államok 16. elnöke († 1865)
- 1809 – Charles Darwin angol természettudós, biológus († 1882)
- 1876 – Tubten Gyaco a 13. dalai láma († 1933)
- 1877 – Louis Renault francia autógyáros († 1944)
- 1880 – Szent Ġorġ Preca máltai pap  († 1962)
- 1893 – Marcel Minnaert belga fizikus, csillagász († 1970)
- 1903 – Rideg Sándor Kossuth- és József Attila-díjas magyar író († 1966)
- 1904 – Könyves Tóth Erzsi Jászai Mari-díjas magyar színésznő († 1975)
- 1907 – Duronelly László vívómester  († 1955)
- 1911 – Hans Habe magyar szül. osztrák író, újságíró († 1977)
- 1914 – Illés Sándor magyar író, újságíró, költő, műfordító († 2009)
- 1918 – Julian Schwinger Nobel-díjas amerikai elméleti fizikus († 1994)
- 1920 – Jack Turner amerikai autóversenyző († 2004)
- 1923 – Franco Zeffirelli olasz filmrendező († 2019)
- 1923 – Lex Davison ausztrál autóversenyző († 1965)
- 1929 – Gombos Katalin magyar színésznő, érdemes művész († 2012)
- 1930 – Soós Imre Jászai Mari-díjas magyar színész († 1957)
- 1933 – Costa-Gavras görög filmrendező, producer, forgatókönyvíró
- 1933 – Nagy Attila kétszeres Jászai Mari-díjas magyar színművész, rendező, érdemes művész († 1992)
- 1934 – Móni Ottó magyar színész
- 1934 – Ladányi Mihály magyar költő († 1986)
- 1936 – Baboss Csaba egyetemi tanár
- 1939 – Ray Manzarek amerikai zenész, a Doors együttes tagja  († 2013)
- 1939 – Fehér György magyar operatőr, tv-filmrendező és színész († 2002)
- 1942 – Hetey László magyar színész, bábművész a nyíregyházi Móricz Zsigmond Színház örökös tagja.
- 1948 – Raymond Kurzweil amerikai feltaláló, író
- 1950 – Michael Ironside kanadai színész
- 1952 – Patrick Gaillard francia autóversenyző
- 1954 – Philip R. Zimmermann amerikai számítógép-programozó
- 1957 – Varjú Olga Jászai Mari-díjas magyar színésznő
- 1959 – Bujdosó Imre olimpiai bajnok magyar vívó
- 1965 – Michele Pertusi olasz operaénekes
- 1974 – Takagi Toranoszuke japán autóversenyző
- 1976 – Kecskés Karina magyar színésznő
- 1980 – Juan Carlos Ferrero spanyol teniszező
- 1981 – Károlyi Sándor labdarúgó
- 1982 – Bolba Éva magyar énekesnő
- 1982 – Buğra Gülsoy török színész
- 1982 – Kiss Dániel magyar atléta
- 1984 – Peter Vanderkaay amerikai úszó
- 1985 – Mahrez Mebarek algériai úszó
- 1987 – Antonín Hájek cseh síugró
- 1988 – Sztanyiszlav Galimov orosz jégkorongozó
- 1988 – Daniela Sofronie román tornásznő

## Halálozások
- 1479 – I. Eleonóra navarrai királynő (* 1426)
- 1763 – Pierre de Marivaux francia regényíró, drámaíró (* 1688)
- 1786 – Farkas Ádám költő (* 1730)
- 1804 – Immanuel Kant német filozófus (* 1724)
- 1834 – Friedrich Schleiermacher német evangélikus lelkész, teológus (* 1768)
- 1863 – Lisznyai Damó Kálmán költő, a Tízek Társaságának tagja (* 1823)
- 1896 – Ambroise Thomas francia zeneszerző (* 1811)
- 1898 – Barabás Miklós magyar festőművész, grafikus (* 1810)
- 1901 – Jekelfalussy József statisztikus, közgazdász, az MTA tagja (* 1849)
- 1947 – Moses Gomberg orosz születésű amerikai kémikus (* 1866).
- 1951 – Bajor Gizi Kossuth-díjas magyar színésznő, kiváló művész (* 1893)
- 1953 – Somogyváry Gyula magyar író, politikus (* 1895)
- 1954 – Dziga Vertov lengyel születésű szovjet filmrendező, dokumentumfilmes (* 1896)
- 1955 – Szőke Szakáll magyar színész, kabarészerző (* 1883)
- 1962 – Szabados Miklós világbajnok asztaliteniszező (* 1912)
- 1965 – Halmai János magyar katonatiszt, számvevőségi főtiszt, országgyűlési képviselő (* 1897)
- 1967 – Basilides Barna festőművész, grafikus, gobelintervező (* 1903)
- 1978 – Ecker Ferenc Kossuth-díjas mérnök, feltaláló (* 1896)
- 1978 – Szász Pál magyar matematikus (* 1901)
- 1979 – Jean Renoir filmrendező, a francia realista filmművészet egyik kiemelkedő művésze (* 1894)
- 1980 – F. Rácz Kálmán magyar író, műfordító (* 1910)
- 1982 – Adler Zsigmond magyar ökölvívó, edző (* 1901)
- 1987 – Dennis Poore brit autóversenyző (* 1916)
- 1989 – Thomas Bernhard holland születésű osztrák író, drámaíró (* 1931)
- 1991 – Krassó György magyar politikus, újságíró (* 1932)
- 2005 – Archie Butterworth brit autóversenyző (* 1912)
- 2008 – Badri Patarkacisvili grúz üzletember, politikus (* 1955)
- 2010 – Nodar Kumaritasvili grúz szánkós (* 1988)
- 2010 – Luis Molowny spanyol labdarúgó (* 1925)
- 2010 – Werner Krämer német labdarúgó (* 1940)
- 2012 – Hornyik Miklós magyar író, újságíró, kritikus, szerkesztő  (* 1944)
- 2020 – Wichmann Tamás kilencszeres világbajnok és kétszeres olimpiai ezüstérmes magyar kenus (* 1948)
- 2021 – Módos Péter Artisjus-díjas magyar televíziós szerkesztő, rendező, műsorvezető (* 1939)
- 2024 – Szurdi Miklós magyar színész, rendező, színházigazgató, forgatókönyvíró (* 1950)

## Ünnepek, emléknapok, világnapok
- Darwin-nap[2]
- Mianmar: a nemzeti egység napja
- USA: Lincoln születésnapja - hivatalos ünnep az USA több északi államában
- Vörös kéz napja